# Стура Алварет
Стура Алварет (на шведски: Stora alvaret, буквално „Големият алвар“) е географска и природна област в южните части на шведския остров Йоланд. Отличава се със специфични климатични условия.
Територията на Стура Алварет е около 37 km на дължина и 15 km на ширина. Областта се характеризира с варовикови почви — алвар, липса на висока дървесна растителност и изключително суров климат. В Стура Алварет се срещат редица редки растения и животни, част от тях ендемични за остров Йоланд.
Територията на Стура Алварет е част от по-голяма площ, включена в списъка на световното културно и природно наследство на ЮНЕСКО под името „Аграрен район на Южен Йоланд“.